# 電話でキッス
「電話でキッス」（でんわでキッス、Kissin' On The Phone）は、1961年にポール・アンカが発表したポップスである
他作を歌った曲で作詞:レナード・ ウィトカップ（en:Leonard Whitcup）作曲:アール・ウィルソン（en:Earl Wilson）による作品。編曲:スタン・アップルバウム（en:Stan Applebaum）。
翻訳歌詞:漣健児。

## 日本でのカバー
- 佐野修 & ダニー飯田とパラダイス・キング - 1961年11月、シングル
- モアナ・エコーズ - 1961 ソノシート
- 飯田久彦 - 1961年12月、シングル「ルイジアナ・ママ」B面
- フランツ・フリーデル - 1961年、シングル
- ブルドッグ・滝 & ヴォーチェ・アンジェリカ - 1962年2月21日、ソノシート「映画音楽 No.5」（朝日ソノラマ）
- ボニー・ジャックス - 1962年 、シングル
- スリー・ファンキーズ
- ゴールデン・ハーフ - 1973年2月20日、シングル「ゴールデン・ハーフのロコモーション」B面
- ヤング101 - 1973年5月5日、メンバーの若子内悦郎とヤング101の歌唱で『ステージ101』のアルバム『ロッカ・バラード・スペシャル』収録
- 榊原郁恵 - 1978年6月25日、アルバム『榊原郁恵ファースト・ライブ』収録